# Pogostemon quadrifolius
Pogostemon quadrifolius là một loài thực vật có hoa trong họ Hoa môi. Loài này được (Benth.) F.Muell. miêu tả khoa học đầu tiên năm 1866.

## Hình ảnh

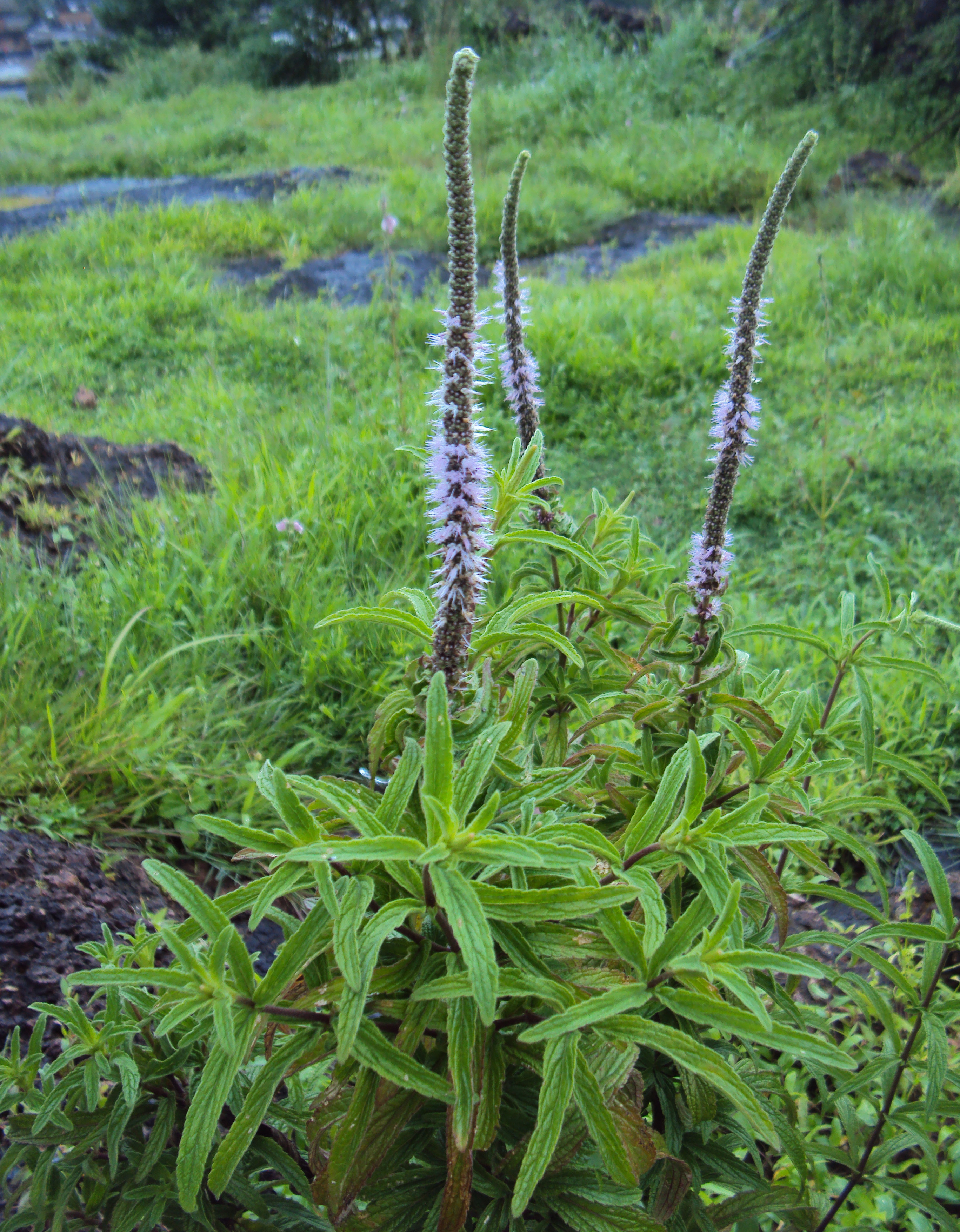
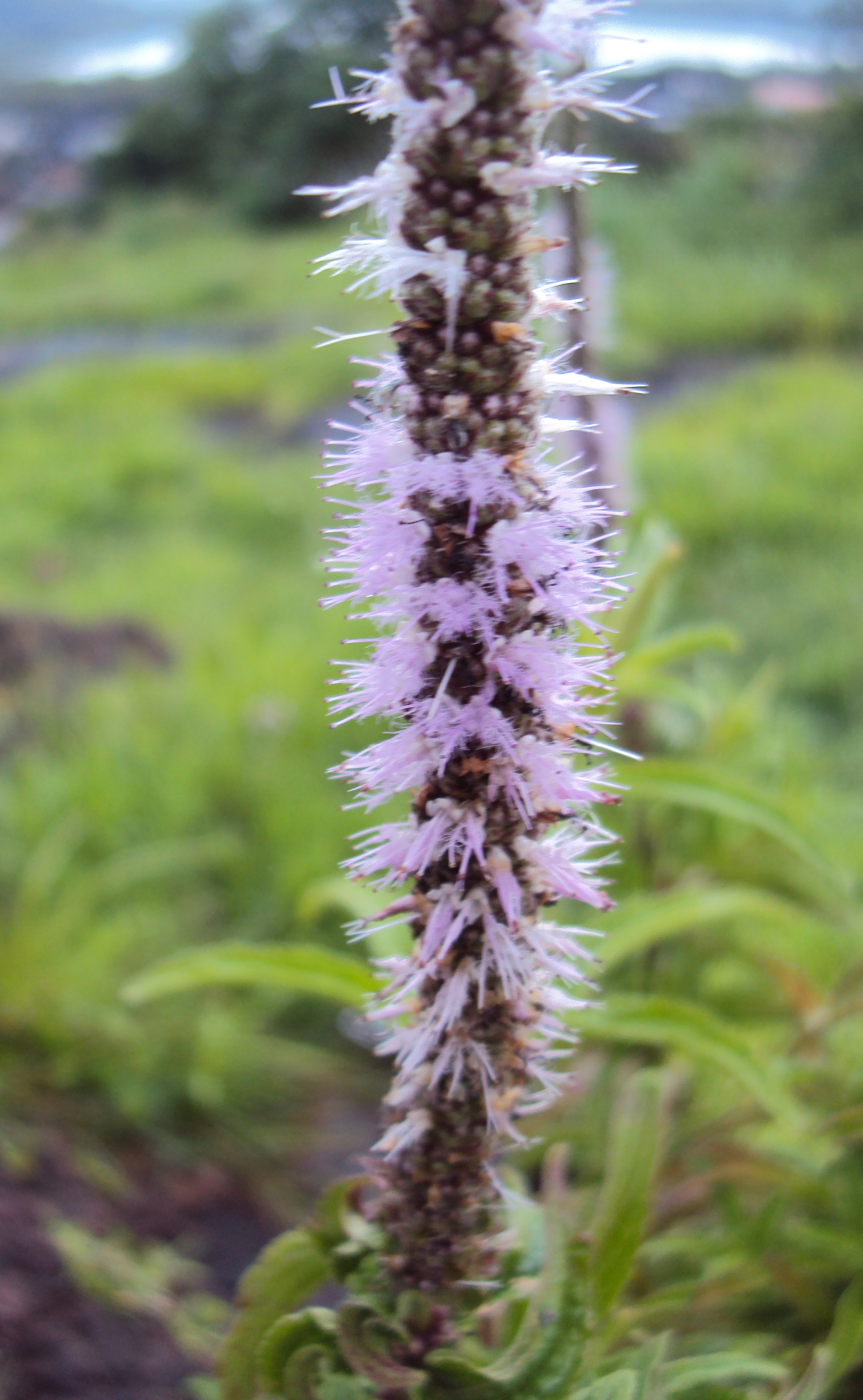
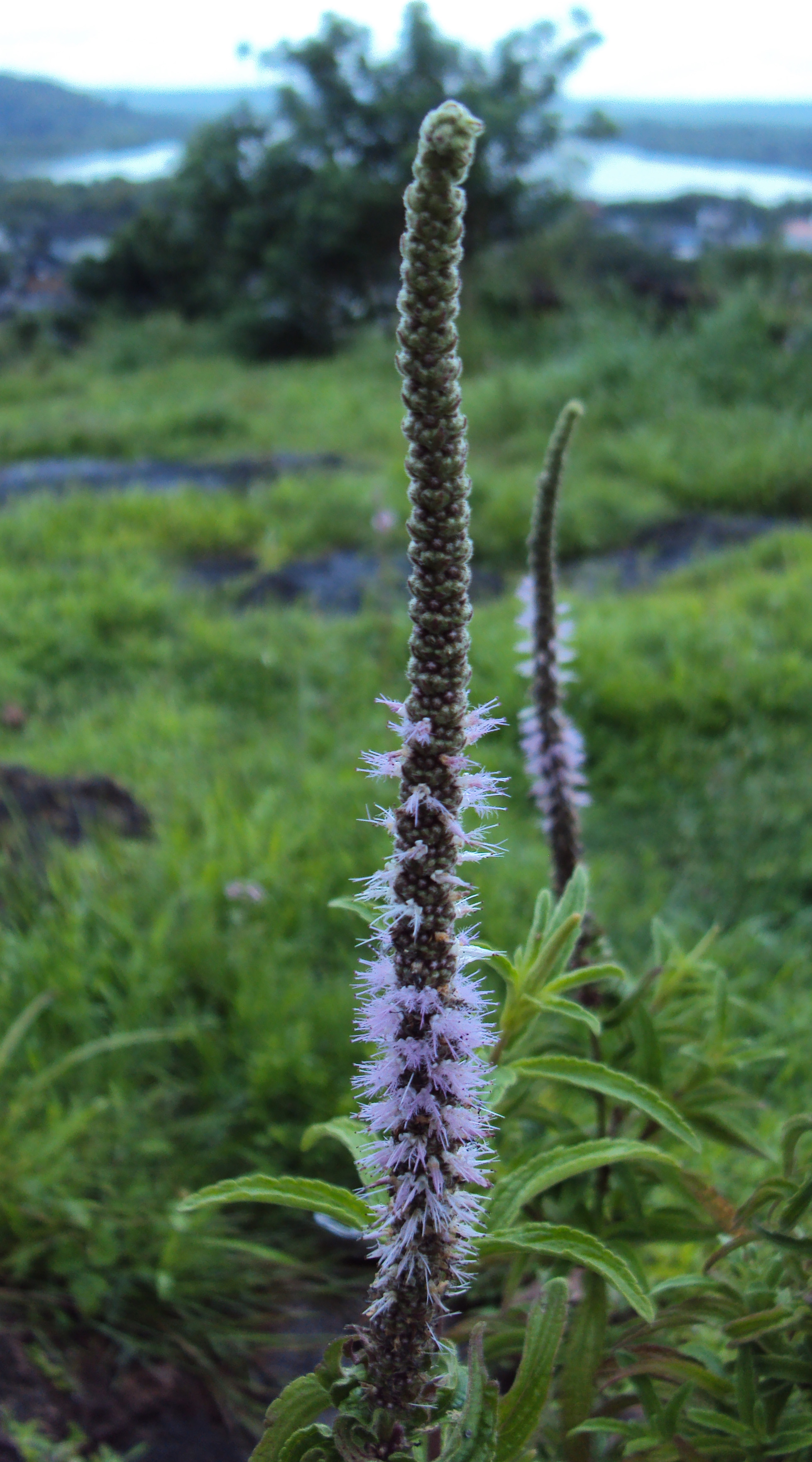
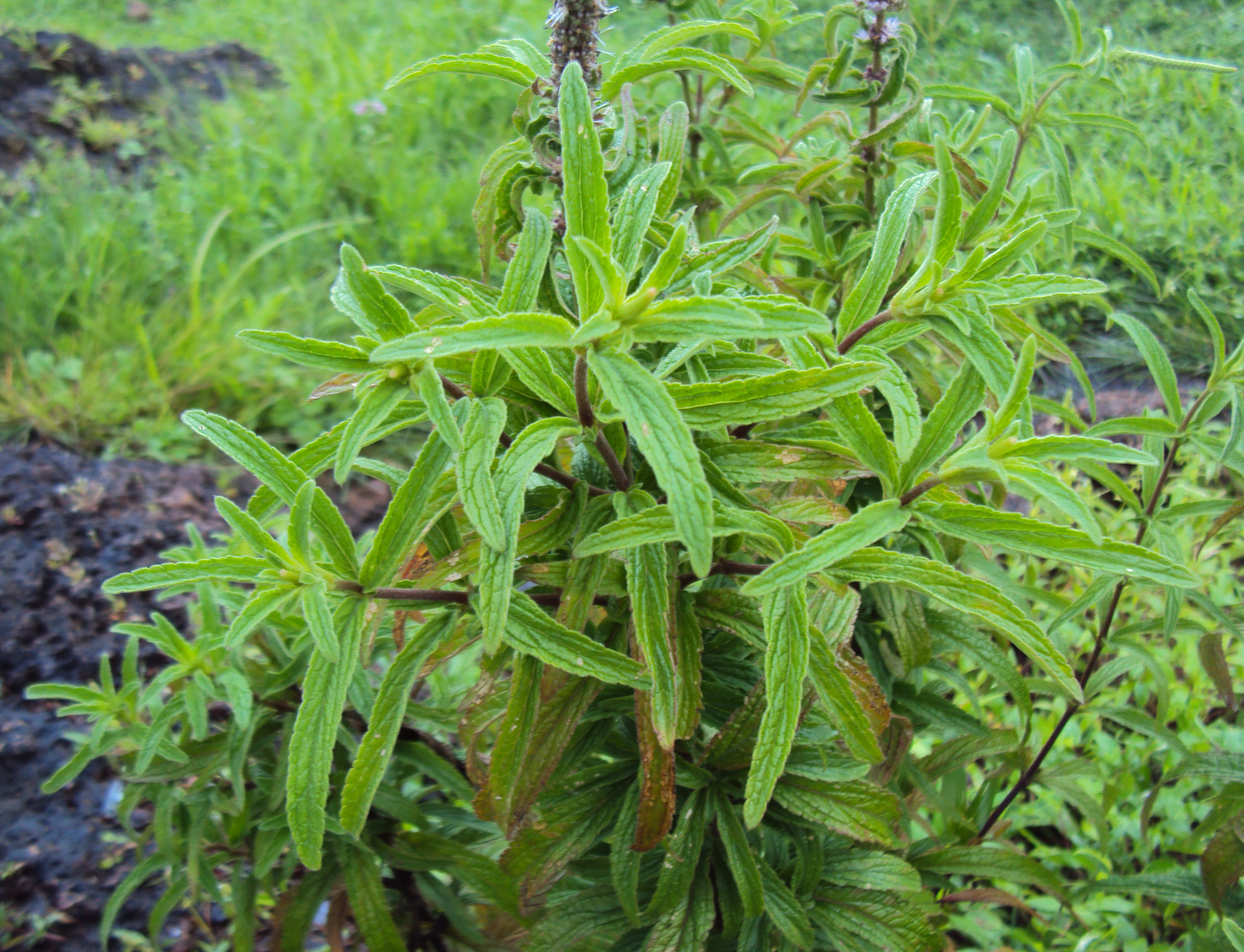